# Codewars
Codewars es una comunidad educativa de programación de sistemas. En la plataforma, los desarrolladores de software participan en desafíos de programación conocidos como kata. Estos ejercicios entrenan un rango de habilidades en una variedad de lenguajes de programación y se completan dentro de un ambiente de desarrollo integrado en línea, en el que los usuarios tienen la posibilidad de ganar rangos y honor.
La plataforma es propiedad de Qualified, una empresa de tecnología que proporciona una plataforma para evaluar y capacitar en la disciplina de la ingeniería de software.

## Historia
Codewars fue fundada por Nathan Doctor y Jake Hoffner en noviembre de 2012. El proyecto se creó como una competencia en el evento de Startup Weekend, donde la plataforma fue prototipo durante un fin de semana. Durante el evento, Codewars llamó la atención de los jueces Paige Craig y Brian Lee, quienes decidieron invertir en la compañía.
Después de construir la primera iteración de producción de la plataforma, fue lanzada a la comunidad de Hacker News, recibiendo una atención significativa por su formato de desafío y registrando aproximadamente 10 000 usuarios el mismo fin de semana.

## Financiación
La compañía recaudó más de un millón de dólares en fondos de una serie de inversores en el espacio tecnológico. La primera ronda de capital obtuvo una recaudación de 91 000 dólares de los inversores Paige Craig y Brian Lee, el fundador Nathan Doctor y un incentivo de la Universidad del Sur de California.